# 22263 Pignedoli
22263 Pignedoli este un asteroid din centura principală de asteroizi.

## Descriere
22263 Pignedoli este un asteroid din centura principală de asteroizi. A fost descoperit pe 3 septembrie 1980 la Observatorul San Vittore din Bologna. Asteroidul prezintă o orbită caracterizată de o semiaxă mare de 2,43 ua, o excentricitate de 0,27 și o înclinație de 11,0° în raport cu ecliptica.